# Giải vô địch bóng đá nữ U-19 châu Âu 2007
Giải vô địch bóng đá nữ U-19 châu Âu 2007 diễn ra tại Iceland từ ngày 18 tháng 7 đến 29 tháng 7 năm 2007.

## Vòng bảng

### Bảng A
| Đội      | Tr | T | H | B | BT | BB | HS | Đ |
| -------- | -- | - | - | - | -- | -- | -- | - |
| Đức      | 3  | 3 | 0 | 0 | 7  | 2  | +5 | 9 |
| Na Uy    | 3  | 2 | 0 | 1 | 7  | 3  | +4 | 6 |
| Đan Mạch | 3  | 1 | 0 | 2 | 3  | 4  | −1 | 3 |
| Iceland  | 3  | 0 | 0 | 3 | 3  | 11 | −8 | 0 |

| Đan Mạch | 0 – 1    | Đức                |
| -------- | -------- | ------------------ |
|          | Chi tiết | M. Kerschowski 19' |

| Iceland | 0 – 5    | Na Uy                                                           |
| ------- | -------- | --------------------------------------------------------------- |
|         | Chi tiết | Mjelde 40' 45' (ph.đ.) · Enget 64' · Isaksen 66' · Thorsnes 84' |

| Na Uy | 0 – 2    | Đức                      |
| ----- | -------- | ------------------------ |
|       | Chi tiết | Goddard 22' · Keßler 58' |

| Iceland                              | 1 – 2    | Đan Mạch                        |
| ------------------------------------ | -------- | ------------------------------- |
| Friðriksdóttir 52' · Hönnudóttir 60' | Chi tiết | Veje 2' · E. Madsen 45' (ph.đ.) |

| Đức                                                           | 4 – 2    | Iceland                |
| ------------------------------------------------------------- | -------- | ---------------------- |
| Wübbenhorst 8' · Keßler 22' · Bock 74' · I. Kerschowski 90+2' | Chi tiết | Friðriksdóttir 61' 82' |

| Na Uy                         | 2 – 1    | Đan Mạch        |
| ----------------------------- | -------- | --------------- |
| Isaksen 75' · Herlovsen 90+3' | Chi tiết | Troelsgaard 80' |

### Bảng B
| Đội         | Tr | T | H | B | BT | BB | HS | Đ |
| ----------- | -- | - | - | - | -- | -- | -- | - |
| Anh         | 3  | 2 | 1 | 0 | 5  | 2  | +3 | 7 |
| Pháp        | 3  | 2 | 0 | 1 | 6  | 3  | +3 | 6 |
| Tây Ban Nha | 3  | 1 | 0 | 2 | 2  | 2  | 0  | 3 |
| Ba Lan      | 3  | 0 | 1 | 2 | 1  | 7  | −6 | 1 |

| Ba Lan           | 1 – 1    | Anh          |
| ---------------- | -------- | ------------ |
| Eadie 11' (l.n.) | Chi tiết | Whelan 90+4' |

| Tây Ban Nha | 0 – 1    | Pháp      |
| ----------- | -------- | --------- |
|             | Chi tiết | Henry 82' |

| Ba Lan | 0 – 2    | Tây Ban Nha              |
| ------ | -------- | ------------------------ |
|        | Chi tiết | Vilas 58' · Torrejón 77' |

| Anh                                   | 3 – 1    | Pháp      |
| ------------------------------------- | -------- | --------- |
| Bradley 24' · Dowie 60' · White 90+5' | Chi tiết | Delie 64' |

| Pháp                                              | 4 – 0    | Ba Lan |
| ------------------------------------------------- | -------- | ------ |
| Le Sommer 5' · Agard 20' · Delie 37' · Amaury 69' | Chi tiết |        |

| Anh      | 1 – 0    | Tây Ban Nha |
| -------- | -------- | ----------- |
| Buet 20' | Chi tiết |             |

## Vòng đấu loại trực tiếp
|  | Bán kết | Bán kết | Bán kết |     |     | Chung kết | Chung kết | Chung kết |  |
|  |         |         |         |     |     |           |           |           |  |
|  | Đức     | Đức     | 4       |     |     |           |           |           |  |
|  | Đức     | Đức     | 4       |     |     |           |           |           |  |
|  | Pháp    | Pháp    | 2       |     |     |           |           |           |  |
|  | Pháp    | Pháp    | 2       |     | Đức | Đức       | 2         |           |  |
|  |         |         |         |     | Đức | Đức       | 2         |           |  |
|  |         |         | Anh     | Anh | 0   |           |           |           |  |
|  | Anh     | Anh     | Anh     | Anh | 0   | 3         |           |           |  |
|  | Anh     | Anh     |         |     |     |           |           |           |  |
|  | Na Uy   | Na Uy   | 0       |     |     |           |           |           |  |

### Bán kết
| Anh                         | 3 – 0    | Na Uy |
| --------------------------- | -------- | ----- |
| White 23' 60' · Edwards 78' | Chi tiết |       |

| Đức                                                             | 4 – 2 (s.h.p.) | Pháp                         |
| --------------------------------------------------------------- | -------------- | ---------------------------- |
| Goddard 43' · Banecki 66' · Hartel 114' · I. Kerschowski 120+1' | Chi tiết       | Delie 67' · Mazaloubeaud 76' |

### Chung kết
| Đức                             | 2 – 0 (s.h.p.) | Anh |
| ------------------------------- | -------------- | --- |
| Bock 107' · M. Kerschowski 119' | Chi tiết       |     |

| Vô địch U-19 nữ châu Âu 2007 |
| ---------------------------- |
| · Đức · Lần thứ năm          |